# Isometopidea
Isometopidea is een geslacht van wantsen uit de familie van de Miridae (blindwantsen). Het geslacht werd voor het eerst wetenschappelijk beschreven door Bertil Robert Poppius in 1913.

## Soorten
Het genus bevat de volgende soorten:

- Isometopidea formosana Linnaeus, 2004
- Isometopidea gryllocephala Miyamoto, Yasunaga & Hayashi, 1996
- Isometopidea lieweni Poppius, 1913
- Isometopidea viraktamathi Yeshwanth, Chérot & Henry, 2021
- Isometopidea yangi C.S. Lin, 2005